# Pristaulacus davisi
Pristaulacus davisi är en stekelart som beskrevs av Jennings, Austin och Stevens 2004. Pristaulacus davisi ingår i släktet Pristaulacus och familjen vedlarvsteklar. Inga underarter finns listade i Catalogue of Life.